# Il Pennello

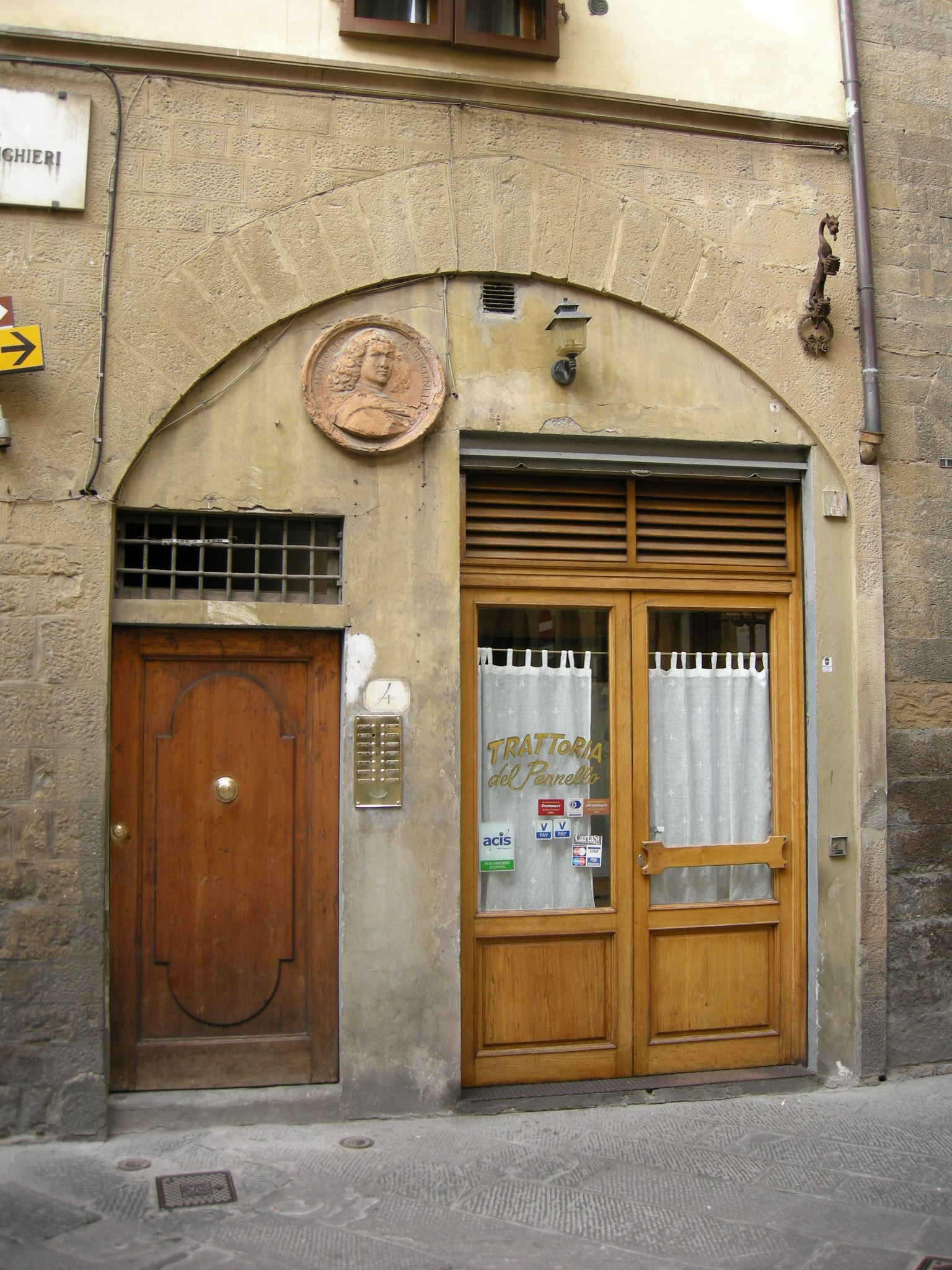
Il Pennello oggi

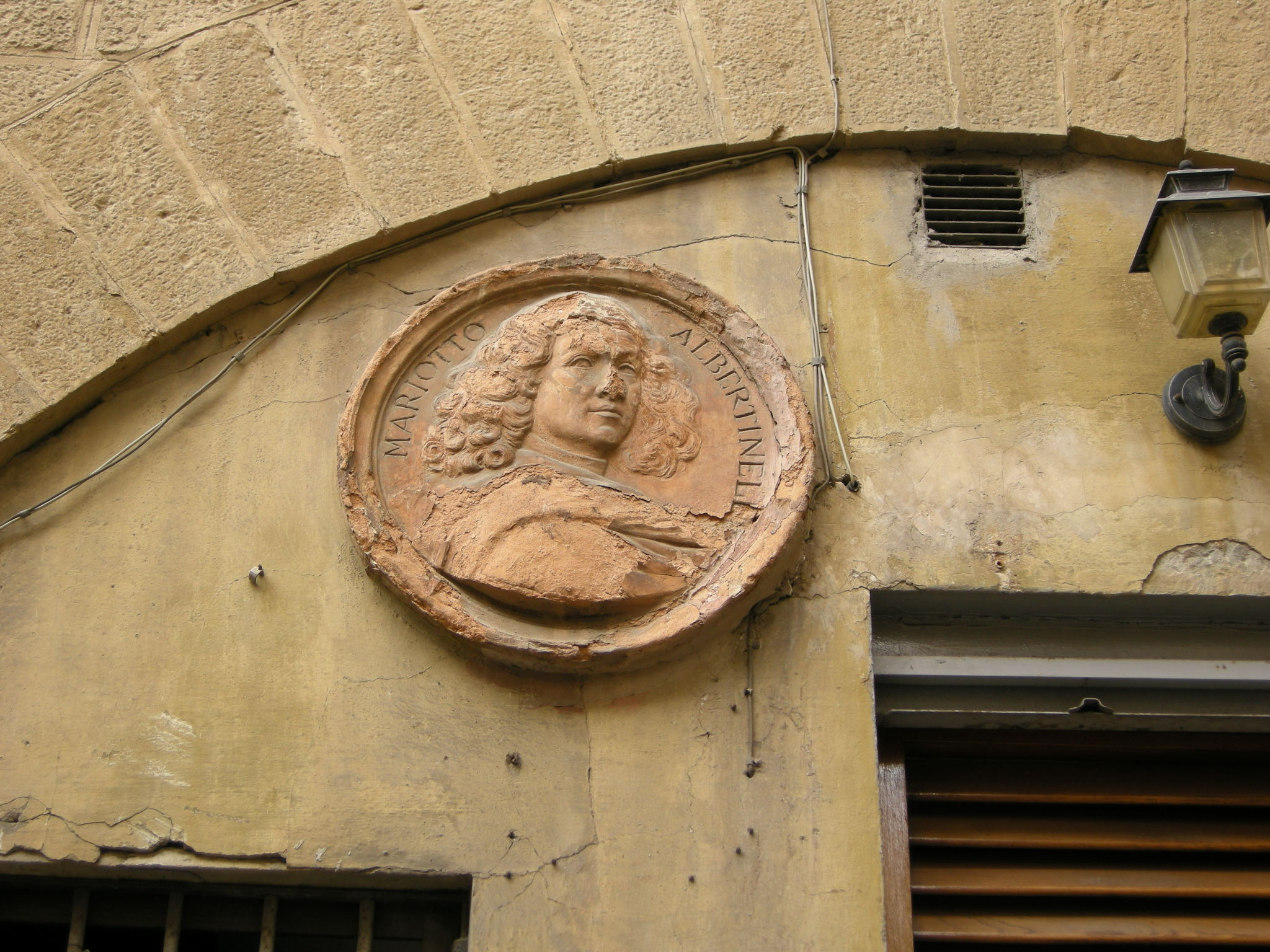
Tondo con ritratto di Mariotto Albertinelli

Il ristorante Il Pennello nacque a Firenze nel locale in cui si trovava l'antica osteria del pittore Mariotto Albertinelli che, come dice il Vasari nelle Vite dei più eccellenti pittori, scultori e architettori, 
Questa osteria si trovava nei pressi del Ponte Vecchio ma, poiché nella vicina Torre degli Amidei c'era la sede delle guardie, essa non aveva molti clienti. Perciò fu trasferita fuori della Porta a San Gallo, oltre le mura della città ed anche qui la clientela era scarsa. L'Albertinelli fu costretto allora a spostare il suo locale nel centro cittadino e la nuova sede fu Piazza San Martino, vicino alla Casa di Dante e alla Torre della Castagna, in un fondo lasciato libero da un cimatore di lana fallito. 
L'osteria ebbe come clienti Giuliano Bugiardini ed Innocenzo da Imola, scolari dell'Albertinelli, ed anche Benvenuto Cellini, Michelangelo, Maso Manzuoli, il Pontormo ed Andrea del Sarto.
Nel 1886, il casentinese Giuseppe Aiolli aprì un ristorante sull'antica osteria dell'Albertinelli e, per ricordare il famoso pittore che ne fu proprietario, lo chiamò Il Pennello. Nel 1911, fece costruire all'esterno una loggetta in stile trecentesco e vi appose un medaglione in terracotta per ricordo dell'artista.